# Eupithecia plumbalbeolata
Eupithecia plumbalbeolata là một loài bướm đêm trong họ Geometridae.